# قلعه خالصه
قلعه خالصه یکی از روستاهای استان آذربایجان شرقی است که در دهستان قره‌ناز بخش مرکزی شهرستان مراغه واقع شده‌است. عباس جوادی مدیرشه